# Electrofisiología

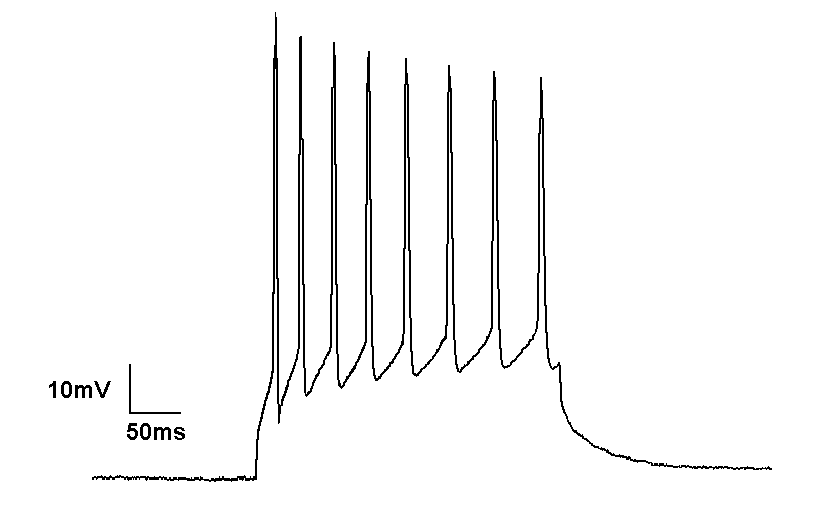
"Pinza de corriente" es una técnica común en electrofisiología. Esta es una grabación de pinza de corriente (célula-completa) de una neurona disparando al ser despolarizada por inyección de corriente.

La electrofisiología (del griego ἥλεκτρον, ēlektron, "ámbar"; φύσις, physis, "naturaleza, origen"; y -λογία, -logía) es el estudio de las propiedades eléctricas de células y tejidos biológicos. Incluye medidas de cambio de voltaje o corriente eléctrica en una variedad amplia de escalas, desde el simple canal iónico de proteínas hasta órganos completos como el corazón. En neurociencias, se incluyen las medidas de la actividad eléctrica de neuronas, y particularmente actividad de potencial de acción. Registros a gran escala de señales eléctricas del sistema nervioso como Electroencefalografía, también se pueden clasificar como registros electrofisiológicos.

## Técnicas

### Técnicas electrofisiológicas clásicas
La electrofisiología es la ciencia y rama de la fisiología que pertenece al flujo de iones en tejidos biológicos y, en particular, a las técnicas de registro eléctrico que permiten las mediciones de este flujo. Las técnicas de electrofisiología implican colocar electrodos en varias preparaciones de tejido biológico. Los principales tipos de electrodos son: 1) Conductores sólidos simples, como discos y agujas (individuales o  arreglos, usualmente aislados exceptuando la punta), 2) trazos en un tablero con circuitos impresos, también aislados, y 3) tubos huecos llenos con un electrolito, como pipetas de vidrio llenas de solución de cloruro de potasio u otra solución electrolítica. Las preparaciones principales incluyen 1) organismos vivos, 2) tejidos extirpados, 3) células disociadas de tejido extirpado, 4) tejidos y células desarrollados artificialmente, o 5) híbridos de los anteriores.
Si un electrodo es lo suficientemente pequeño (micrómetros) en diámetro, entonces el eletro-fisiologo puede insertar la punta en una sola célula. Esta configuración permite la observación directa y registro de la actividad eléctrica intracelular de una sola célula. Sin embargo, al mismo tiempo, este procedimiento tan invasivo reduce la vida de la célula, y causa una fuga de sustancias a través de la membrana celular. La actividad intracelular también puede ser observada usando una pipeta de vidrio formada especialmente (hueca) que contenga un electrolito. En esta técnica, la punta de la pipeta es presionada contra la membrana celular, a la que se adhiere bien por la interacción entre el vidrio y los lípidos de la membrana. El electrolito dentro de la pipeta puede quedar en continuidad con el fluido del citoplasma enviando un pulso de presión al electrolito con el fin de romper el pequeño parche de la membrana rodeado por el borde de la pipeta. Alternativamente, se puede establecer continuidad iónica  por perforar el parche al permitir un agente exógeno “formador de poros” en el electrolito para insertarse en el parche de membrana. Finalmente, el parche se puede dejar intacto.
El electrofisiólogo puede escoger no insertar la punta dentro de una célula. En cambio, la punta del electrodo puede ser dejada en continuidad con el espacio extracelular. Si la puntilla es lo suficientemente pequeña, esta configuración puede permitir observación indirecta y registro de potenciales de acción de una sola célula, y es denominado registro de unidad-celular. Dependiendo de la preparación y ubicación precisa, una configuración extracelular puede recoger la actividad de varias células cercanas simultáneamente, y se denomina registro de multi-unidad
A medida que el tamaño del electrodo aumenta, el poder de resolución disminuye. Electrodos más grandes son solamente sensibles a la actividad neta de muchas células, denominado Potencial de Campo Local. Aun electrodos grandes, como las agujas sin aislamiento y electrodos de superficie son usados por cirujanos y neurofisiologos clínicos, estos electrodos son sensibles solamente a ciertos tipos de actividad sincrónica dentro de las poblaciones de células, enumeradas en millones.
Otras técnicas clásicas de electrofisiología incluyen Registro de canal individual y Amperometría.

### Técnicas ópticas electro fisiológicas
Las técnicas electro fisiológicas ópticas fueron creadas por científicos e ingenieros para sobreponerse a una de las principales limitaciones de las técnicas clásicas. Las técnicas clásicas permiten observación de la actividad eléctrica a aproximadamente un solo punto de todo el volumen del tejido. Esencialmente, las técnicas clásicas singularizar un fenómeno distribuido. El interés en la distribución espacial de la actividad bioeléctrica exige el desarrollo de moléculas capaces de emitir luz en función de su entorno eléctrica o química. Un ejemplo de estos son la tinción voltaje-sensitiva y las proteínas fluorescentes.
Después de introducir uno o más de este tipo de compuestos en el tejido por perfusión, inyección o expresión génica, la distribución unidimensional o bidimensional de la actividad eléctrica puede ser observada y registrada.
Muchas lecturas electro fisiológicas particulares tienen nombres específicos:
- Electrocardiograma, para el corazón
- Electroencefalografía, para el cerebro
- Electromiografía, para los músculos
- Electrooculograma, para los ojos

## Registro intracelular
Un registro intracelular consiste en medir la tensión o la corriente a través de la membrana de una célula. Para realizar un registro intracelular, se debe insertar la punta de un microelectrodo muy fino dentro de la célula, de modo que se pueda medir el potencial de membrana. Por lo general, el potencial de membrana en reposo de una célula sana estará entre los -60 y -80 mV, y durante un potencial de acción el potencial de membrana podría alcanzar los 40 mV.
En 1963, Alan Lloyd Hodgkin y Andrew Fielding Huxley obtuvieron el Premio Nobel de Fisiología o Medicina por su contribución a la comprensión de los mecanismos subyacentes a la generación de potenciales de acción en las neuronas. Sus experimentos consistían en registros intracelulares del axón gigante del calamar atlántico (Loligo pealei), y estuvieron entre las primeras aplicaciones de la técnica de "fijación de voltaje".
Hoy en día, la mayoría de microelectrodos utilizados para la grabación intracelular son micropipetas de vidrio, con un diámetro de punta de <1 micra, y una resistencia de varios MOhm. Las pipetas se llenan con una solución que tiene una composición iónica similar al líquido intracelular de la célula. Un alambre de plata clorurada insertado en la pipeta conecta el electrolito eléctricamente al amplificador y a un circuito de procesamiento de señales.